# Alyssa Thomas
Alyssa Thomas (Harrisburg, 12 aprile 1992) è una cestista statunitense, professionista nella WNBA.

## Carriera
È stata selezionata dalle New York Liberty al primo giro del Draft WNBA 2014 (4ª scelta assoluta).
Con gli Stati Uniti ha disputato i Campionati mondiali del 2022.

## Statistiche

### College
| Anno      | Squadra            | PG  | PT  | MP   | TC%  | 3P%  | TL%  | RP   | AP  | PRP | SP  | PP   |
| --------- | ------------------ | --- | --- | ---- | ---- | ---- | ---- | ---- | --- | --- | --- | ---- |
| 2010-2011 | Maryland Terrapins | 31  | 31  | 27,1 | 48,0 | 0,0  | 73,0 | 7,3  | 1,6 | 2,1 | 0,2 | 14,5 |
| 2011-2012 | Maryland Terrapins | 35  | 35  | 31,9 | 46,2 | 25,9 | 80,0 | 8,0  | 3,2 | 1,6 | 0,4 | 17,2 |
| 2012-2013 | Maryland Terrapins | 34  | 34  | 34,2 | 45,2 | 42,9 | 76,5 | 10,3 | 5,3 | 1,8 | 0,8 | 18,8 |
| 2013-2014 | Maryland Terrapins | 35  | 34  | 30,9 | 51,3 | 24,0 | 79,7 | 10,9 | 4,1 | 1,5 | 0,4 | 19,0 |
| Carriera  | Carriera           | 135 | 134 | 31,1 | 47,6 | 26,8 | 77,4 | 9,1  | 3,6 | 1,8 | 0,4 | 17,5 |

### WNBA

#### Regular Season
| Anno     | Squadra         | PG  | PT  | MP   | TC%  | 3P%  | TL%  | RP  | AP  | PRP | SP  | PP   |
| -------- | --------------- | --- | --- | ---- | ---- | ---- | ---- | --- | --- | --- | --- | ---- |
| 2014     | Connecticut Sun | 34  | 28  | 27,3 | 43,6 | 33,3 | 75,7 | 5,1 | 1,5 | 1,0 | 0,2 | 10,1 |
| 2015     | Connecticut Sun | 24  | 23  | 26,0 | 41,1 | -    | 69,2 | 5,3 | 1,4 | 1,2 | 0,2 | 8,8  |
| 2016     | Connecticut Sun | 31  | 31  | 27,1 | 48,7 | -    | 63,4 | 6,0 | 2,3 | 1,4 | 0,2 | 11,1 |
| 2017     | Connecticut Sun | 33  | 33  | 29,8 | 50,9 | 0,0  | 56,7 | 6,8 | 4,5 | 1,6 | 0,4 | 14,8 |
| 2018     | Connecticut Sun | 24  | 24  | 30,6 | 46,4 | 0,0  | 54,7 | 8,1 | 4,2 | 1,2 | 0,4 | 10,3 |
| 2019     | Connecticut Sun | 34  | 34  | 30,2 | 50,5 | 0,0  | 49,6 | 7,8 | 3,1 | 1,9 | 0,4 | 11,6 |
| 2020     | Connecticut Sun | 21  | 21  | 32,8 | 50,0 | 0,0  | 68,6 | 9,0 | 4,8 | 2,0 | 0,3 | 15,5 |
| 2021     | Connecticut Sun | 3   | 0   | 12,3 | 26,7 | -    | 75,0 | 3,3 | 1,3 | 0,3 | 0,0 | 3,7  |
| 2022     | Connecticut Sun | 36  | 36  | 32,1 | 50,0 | 0,0  | 73,0 | 8,2 | 6,1 | 1,7 | 0,2 | 13,4 |
| 2023     | Connecticut Sun | 40  | 40  | 36,2 | 47,4 | 0,0  | 71,5 | 9,9 | 7,9 | 1,8 | 0,5 | 15,5 |
| 2024     | Connecticut Sun | 40  | 40  | 32,4 | 50,9 | 0,0  | 62,8 | 8,4 | 7,9 | 1,6 | 0,5 | 10,6 |
| Carriera | Carriera        | 320 | 310 | 30,5 | 48,3 | 9,5  | 64,6 | 7,5 | 4,6 | 1,5 | 0,3 | 12,2 |

#### Playoffs
| Anno     | Squadra         | PG | PT | MP   | TC%  | 3P% | TL%  | RP   | AP   | PRP | SP  | PP   |
| -------- | --------------- | -- | -- | ---- | ---- | --- | ---- | ---- | ---- | --- | --- | ---- |
| 2017     | Connecticut Sun | 1  | 1  | 32,0 | 66,7 | -   | 66,7 | 10,0 | 1,0  | 2,0 | 0,0 | 20,0 |
| 2018     | Connecticut Sun | 1  | 1  | 35,0 | 53,8 | -   | 100  | 3,0  | 3,0  | 0,0 | 0,0 | 17,0 |
| 2019     | Connecticut Sun | 8  | 8  | 37,0 | 53,2 | -   | 77,8 | 9,3  | 6,6  | 2,4 | 0,1 | 16,0 |
| 2020     | Connecticut Sun | 7  | 7  | 32,4 | 51,5 | -   | 76,7 | 8,1  | 4,0  | 1,7 | 0,4 | 17,9 |
| 2021     | Connecticut Sun | 4  | 0  | 23,3 | 40,8 | 0,0 | 63,6 | 6,0  | 3,8  | 1,5 | 0,5 | 11,8 |
| 2022     | Connecticut Sun | 12 | 12 | 33,5 | 47,4 | 0,0 | 57,6 | 9,5  | 6,3  | 1,5 | 0,7 | 12,3 |
| 2023     | Connecticut Sun | 7  | 7  | 38,9 | 50,0 | 0,0 | 63,0 | 8,0  | 10,3 | 1,7 | 0,3 | 18,1 |
| 2024     | Connecticut Sun | 7  | 7  | 38,7 | 49,5 | 0,0 | 77,8 | 7,9  | 9,4  | 1,0 | 0,0 | 14,9 |
| Carriera | Carriera        | 47 | 43 | 34,6 | 49,8 | 0,0 | 70,1 | 8,4  | 6,7  | 1,6 | 0,3 | 15,2 |

## Palmarès
- 2x All-WNBA First Team (2023, 2024)
- 1x All-WNBA Second Team (2022)
- 2x WNBA All-Defensive First Team (2020, 2023)
- 4x WNBA All-Defensive Second Team (2017, 2019, 2022, 2024)
- WNBA All-Rookie First Team (2014)
- Miglior rimbalzista WNBA (2023)
- Migliore nelle palle recuperate WNBA (2020)